# California State Route 94
Pour les articles homonymes, voir Route 94.
La California State Route 94 (SR 94), surnommée Martin Luther King Jr. Freeway pour sa partie ouest, est une route de l'État de Californie, aux États-Unis.
Orientée est-ouest, elle se situe dans le comté de San Diego.